# Pallavolo ai Giochi della XXXI Olimpiade - Torneo maschile
La pallavolo maschile ai Giochi della XXXI Olimpiade si è svolta dal 7 al 21 agosto 2016 a Rio de Janeiro, in Brasile, durante i Giochi della XXXI Olimpiade: al torneo hanno partecipato dodici squadre nazionali e la vittoria finale è andata per la terza volta al Brasile.

## Qualificazioni
Al torneo hanno partecipato: la nazionale del paese ospitante, le prime due classificate alla Coppa del Mondo 2015, la prima classificata di ogni torneo di qualificazione continentale e le prime tre classificate del girone A e la prima classificata del girone B al torneo di qualificazione mondiale.

## Impianti
|                                                                                       |  |  |
|                                                                                       |  |  |
| Ginásio do Maracanãzinho Città: Rio de Janeiro Capienza: 11 800 Anno d'apertura: 1954 |  |  |

## Regolamento

### Formula
Le squadre hanno disputato una prima fase a gironi con formula del girone all'italiana; al termine della prima fase le prime quattro classificate di ogni girone hanno acceduto alla fase finale strutturata in quarti di finale, semifinali, finale per il terzo posto e finale.

### Criteri di classifica
Se il risultato finale è stato di 3-0 o 3-1 sono stati assegnati 3 punti alla squadra vincente e 0 a quella sconfitta, se il risultato finale è stato di 3-2 sono stati assegnati 2 punti alla squadra vincente e 1 a quella sconfitta.
L'ordine del posizionamento in classifica è stato definito in base a:
- Numero di partite vinte;
- Punti;
- Ratio dei set vinti/persi;
- Ratio dei punti realizzati/subiti;
- Risultati degli scontri diretti.

## Squadre partecipanti
| Squadra     | Qualificazione                                                 | Ultima partecipazione  |
| ----------- | -------------------------------------------------------------- | ---------------------- |
| Argentina   | 1ª al torneo di qualificazione sudamericano                    | Londra 2012            |
| Brasile     | Paese organizzatore                                            | Londra 2012            |
| Canada      | 4ª al torneo di qualificazione mondiale A                      | Barcellona 1992        |
| Cuba        | 1ª al torneo di qualificazione nordamericano                   | Sydney 2000            |
| Egitto      | 1ª al torneo di qualificazione africano                        | Pechino 2008           |
| Francia     | 3ª al torneo di qualificazione mondiale A                      | Atene 2004             |
| Iran        | 1ª asiatica e oceaniana al torneo di qualificazione mondiale A | Debutto                |
| Italia      | 2ª alla Coppa del Mondo 2015                                   | Londra 2012            |
| Messico     | 1ª al torneo di qualificazione mondiale B                      | Città del Messico 1968 |
| Polonia     | 1ª al torneo di qualificazione mondiale A                      | Londra 2012            |
| Russia      | 1ª al torneo di qualificazione europeo                         | Londra 2012            |
| Stati Uniti | 1ª alla Coppa del Mondo 2015                                   | Londra 2012            |

## Torneo

### Fase a gironi
| Girone A    | Girone B  |
| ----------- | --------- |
| Brasile     | Argentina |
| Canada      | Cuba      |
| Francia     | Egitto    |
| Italia      | Iran      |
| Messico     | Polonia   |
| Stati Uniti | Russia    |

#### Girone A

##### Risultati
| 7 agosto 2016 Ginásio do Maracanãzinho, Rio de Janeiro Durata: 1h:16 - Spettatori: 4 556  | Italia      | 3 - 0 | Francia     | 25-20, 25-20, 25-15        |
| 7 agosto 2016 Ginásio do Maracanãzinho, Rio de Janeiro Durata: 1h:34 - Spettatori: 8 686  | Brasile     | 3 - 1 | Messico     | 23-25, 25-19, 25-14, 25-18 |
| 7 agosto 2016 Ginásio do Maracanãzinho, Rio de Janeiro Durata: 1h:17 - Spettatori: 6 875  | Stati Uniti | 0 - 3 | Canada      | 23-25, 17-25, 23-25        |
| 9 agosto 2016 Ginásio do Maracanãzinho, Rio de Janeiro Durata: 1h:00 - Spettatori: 6 625  | Francia     | 3 - 0 | Messico     | 25-18, 25-12, 25-22        |
| 9 agosto 2016 Ginásio do Maracanãzinho, Rio de Janeiro Durata: 1h:56 - Spettatori: 6 494  | Italia      | 3 - 1 | Stati Uniti | 28-26, 20-25, 25-23, 25-23 |
| 9 agosto 2016 Ginásio do Maracanãzinho, Rio de Janeiro Durata: 1h:48 - Spettatori: 8 749  | Brasile     | 3 - 1 | Canada      | 24-26, 25-18, 25-22, 25-17 |
| 11 agosto 2016 Ginásio do Maracanãzinho, Rio de Janeiro Durata: 1h:01 - Spettatori: 6 498 | Canada      | 0 - 3 | Francia     | 19-25, 16-25, 19-25        |
| 11 agosto 2016 Ginásio do Maracanãzinho, Rio de Janeiro Durata: 1h:00 - Spettatori: 5 472 | Italia      | 3 - 0 | Messico     | 25-17, 25-13, 25-17        |
| 11 agosto 2016 Ginásio do Maracanãzinho, Rio de Janeiro Durata: 1h:54 - Spettatori: 8 779 | Brasile     | 1 - 3 | Stati Uniti | 20-25, 23-25, 25-20, 20-25 |
| 13 agosto 2016 Ginásio do Maracanãzinho, Rio de Janeiro Durata: 1h:41 - Spettatori: 7 877 | Stati Uniti | 3 - 1 | Francia     | 25-22, 25-22, 14-25, 25-22 |
| 13 agosto 2016 Ginásio do Maracanãzinho, Rio de Janeiro Durata: 1h:07 - Spettatori: 5 624 | Canada      | 3 - 0 | Messico     | 25-20, 25-13, 25-22        |
| 13 agosto 2016 Ginásio do Maracanãzinho, Rio de Janeiro Durata: 1h:49 - Spettatori: 8 892 | Brasile     | 1 - 3 | Italia      | 25-23, 23-25, 22-25, 15-25 |
| 15 agosto 2016 Ginásio do Maracanãzinho, Rio de Janeiro Durata: 1h:04 - Spettatori: 7 963 | Stati Uniti | 3 - 0 | Messico     | 25-23, 25-11, 25-19        |
| 15 agosto 2016 Ginásio do Maracanãzinho, Rio de Janeiro Durata: 1h:38 - Spettatori: 7 109 | Italia      | 1 - 3 | Canada      | 23-25, 17-25, 25-16, 21-25 |
| 15 agosto 2016 Ginásio do Maracanãzinho, Rio de Janeiro Durata: 1h:44 - Spettatori: 9 800 | Brasile     | 3 - 1 | Francia     | 25-22, 22-25, 25-20, 25-23 |

##### Classifica
| Pos | Squadra     | Pt | G | V | P | SV | SP | Ratio | PF  | PS  | Ratio |
| --- | ----------- | -- | - | - | - | -- | -- | ----- | --- | --- | ----- |
| 1.  | Italia      | 12 | 5 | 4 | 1 | 13 | 5  | 2,600 | 432 | 375 | 1,152 |
| 2.  | Canada      | 9  | 5 | 3 | 2 | 10 | 7  | 1,428 | 378 | 378 | 1,000 |
| 3.  | Stati Uniti | 9  | 5 | 3 | 2 | 10 | 8  | 1,250 | 419 | 405 | 1,034 |
| 4.  | Brasile     | 9  | 5 | 3 | 2 | 11 | 9  | 1,222 | 467 | 442 | 1,056 |
| 5.  | Francia     | 6  | 5 | 2 | 3 | 8  | 9  | 0,888 | 386 | 367 | 1,051 |
| 6.  | Messico     | 0  | 5 | 0 | 5 | 1  | 15 | 0,066 | 283 | 398 | 0,711 |

#### Girone B

##### Risultati
| 7 agosto 2016 Ginásio do Maracanãzinho, Rio de Janeiro Durata: 1h:11 - Spettatori: 5 658  | Polonia   | 3 - 0 | Egitto    | 25-18, 25-20, 25-17               |
| 7 agosto 2016 Ginásio do Maracanãzinho, Rio de Janeiro Durata: 1h:36 - Spettatori: 6 287  | Russia    | 3 - 1 | Cuba      | 25-17, 25-19, 22-25, 25-18        |
| 7 agosto 2016 Ginásio do Maracanãzinho, Rio de Janeiro Durata: 1h:25 - Spettatori: 6 460  | Argentina | 3 - 0 | Iran      | 25-23, 26-24, 25-18               |
| 9 agosto 2016 Ginásio do Maracanãzinho, Rio de Janeiro Durata: 1h:37 - Spettatori: 5 743  | Russia    | 1 - 3 | Argentina | 18-25, 25-18, 18-25, 21-25        |
| 9 agosto 2016 Ginásio do Maracanãzinho, Rio de Janeiro Durata: 2h:04 - Spettatori: 7 227  | Polonia   | 3 - 2 | Iran      | 25-17, 25-23, 23-25, 20-25, 18-16 |
| 9 agosto 2016 Ginásio do Maracanãzinho, Rio de Janeiro Durata: 1h:06 - Spettatori: 5 016  | Cuba      | 0 - 3 | Egitto    | 22-25, 15-25, 22-25               |
| 11 agosto 2016 Ginásio do Maracanãzinho, Rio de Janeiro Durata: 1h:18 - Spettatori: 6 625 | Iran      | 3 - 0 | Cuba      | 25-21, 31-29, 25-16               |
| 11 agosto 2016 Ginásio do Maracanãzinho, Rio de Janeiro Durata: 0h:54 - Spettatori: 6 665 | Russia    | 3 - 0 | Egitto    | 25-11, 25-17, 25-9                |
| 11 agosto 2016 Ginásio do Maracanãzinho, Rio de Janeiro Durata: 1h:25 - Spettatori: 6 972 | Polonia   | 3 - 0 | Argentina | 25-21, 25-19, 37-35               |
| 13 agosto 2016 Ginásio do Maracanãzinho, Rio de Janeiro Durata: 1h:19 - Spettatori: 6 262 | Iran      | 3 - 0 | Egitto    | 28-26, 25-22, 25-16               |
| 13 agosto 2016 Ginásio do Maracanãzinho, Rio de Janeiro Durata: 1h:01 - Spettatori: 7 428 | Argentina | 3 - 0 | Cuba      | 25-16, 25-14, 25-16               |
| 13 agosto 2016 Ginásio do Maracanãzinho, Rio de Janeiro Durata: 1h:51 - Spettatori: 7 239 | Polonia   | 2 - 3 | Russia    | 18-25, 25-16, 18-25, 25-22, 13-15 |
| 15 agosto 2016 Ginásio do Maracanãzinho, Rio de Janeiro Durata: 1h:08 - Spettatori: 8 175 | Argentina | 3 - 0 | Egitto    | 25-16, 25-19, 25-20               |
| 15 agosto 2016 Ginásio do Maracanãzinho, Rio de Janeiro Durata: 1h:12 - Spettatori: 7 387 | Russia    | 3 - 0 | Iran      | 25-23, 25-16, 25-20               |
| 15 agosto 2016 Ginásio do Maracanãzinho, Rio de Janeiro Durata: 1h:01 - Spettatori: 8 175 | Polonia   | 3 - 0 | Cuba      | 25-18, 25-15, 25-17               |

##### Classifica
| Pos | Squadra   | Pt | G | V | P | SV | SP | Ratio | PF  | PS  | Ratio |
| --- | --------- | -- | - | - | - | -- | -- | ----- | --- | --- | ----- |
| 1.  | Argentina | 12 | 5 | 4 | 1 | 12 | 4  | 3,000 | 394 | 335 | 1,176 |
| 2.  | Polonia   | 12 | 5 | 4 | 1 | 14 | 5  | 2,800 | 447 | 389 | 1,149 |
| 3.  | Russia    | 11 | 5 | 4 | 1 | 13 | 6  | 2,166 | 432 | 367 | 1,177 |
| 4.  | Iran      | 7  | 5 | 2 | 3 | 8  | 9  | 0,888 | 389 | 392 | 0,992 |
| 5.  | Egitto    | 3  | 5 | 1 | 4 | 3  | 12 | 0,250 | 286 | 362 | 0,790 |
| 6.  | Cuba      | 0  | 5 | 0 | 5 | 1  | 15 | 0,066 | 300 | 403 | 0,744 |

### Fase finale
|  | Quarti | Quarti      | Quarti |  |    | Semifinali | Semifinali  | Semifinali |                 |                 | Finale          | Finale      | Finale |
|  |        |             |        |  |    |            |             |            |                 |                 |                 |             |        |
|  | 1A     | Italia      | 3      |  |    |            |             |            |                 |                 |                 |             |        |
|  | 1A     | Italia      | 3      |  |    |            |             |            |                 |                 |                 |             |        |
|  | 4B     | Iran        | 0      |  |    |            |             |            |                 |                 |                 |             |        |
|  | 4B     | Iran        | 0      |  | 1A | Italia     | 3           |            |                 |                 |                 |             |        |
|  |        |             |        |  | 1A | Italia     | 3           |            |                 |                 |                 |             |        |
|  |        |             |        |  |    | 3A         | Stati Uniti | 2          |                 |                 |                 |             |        |
|  | 3A     | Stati Uniti | 3      |  |    | 3A         | Stati Uniti | 2          |                 |                 |                 |             |        |
|  | 3A     | Stati Uniti | 3      |  |    |            |             |            |                 |                 |                 |             |        |
|  | 2B     | Polonia     | 0      |  |    |            |             |            |                 |                 |                 |             |        |
|  | 2B     | Polonia     | 0      |  |    |            |             |            |                 | 1A              | Italia          | 0           |        |
|  |        |             |        |  |    |            |             |            |                 | 1A              | Italia          | 0           |        |
|  |        |             |        |  |    |            |             |            |                 |                 | 4A              | Brasile     | 3      |
|  | 2A     | Canada      | 0      |  |    |            |             |            |                 |                 | 4A              | Brasile     | 3      |
|  | 2A     | Canada      | 0      |  |    |            |             |            |                 |                 |                 |             |        |
|  | 3B     | Russia      | 3      |  |    |            |             |            |                 |                 |                 |             |        |
|  | 3B     | Russia      | 3      |  | 3B | Russia     | 0           |            | Finale 3° posto | Finale 3° posto | Finale 3° posto |             |        |
|  |        |             |        |  | 3B | Russia     | 0           |            |                 |                 |                 |             |        |
|  |        |             |        |  |    | 4A         | Brasile     | 3          |                 |                 | 3A              | Stati Uniti | 3      |
|  | 4A     | Brasile     | 3      |  |    |            | Brasile     | 3          |                 |                 | 3A              | Stati Uniti | 3      |
|  | 4A     | Brasile     | 3      |  |    |            |             |            |                 | 3B              | Russia          | 2           |        |
|  | 1B     | Argentina   | 1      |  |    |            |             |            |                 |                 | Russia          | 2           |        |
|  | 1B     | Argentina   | 1      |  |    |            |             |            |                 |                 |                 |             |        |

#### Quarti di finale
| 17 agosto 2016 Ginásio do Maracanãzinho, Rio de Janeiro Durata: 1h:09 - Spettatori: 6 291  | Canada      | 0 - 3 | Russia    | 15-25, 20-25, 18-25        |
| 17 agosto 2016 Ginásio do Maracanãzinho, Rio de Janeiro Durata: 1h:27 - Spettatori: 8 278  | Stati Uniti | 3 - 0 | Polonia   | 25-23, 25-22, 25-20        |
| 17 agosto 2016 Ginásio do Maracanãzinho, Rio de Janeiro Durata: 1h:17 - Spettatori: 7 213  | Italia      | 3 - 0 | Iran      | 31-29, 25-19, 25-17        |
| 17 agosto 2016 Ginásio do Maracanãzinho, Rio de Janeiro Durata: 1h:54 - Spettatori: 10 232 | Brasile     | 3 - 1 | Argentina | 25-22, 17-25, 25-19, 25-23 |

#### Semifinali
| 19 agosto 2016 Ginásio do Maracanãzinho, Rio de Janeiro Durata: 2h:16 - Spettatori: 8 153 | Italia | 3 - 2 | Stati Uniti | 30-28, 26-28, 9-25, 25-22, 15-9 |
| 19 agosto 2016 Ginásio do Maracanãzinho, Rio de Janeiro Durata: 1h:23 - Spettatori: 9 784 | Russia | 0 - 3 | Brasile     | 21-25, 20-25, 17-25             |

#### Finale 3º posto
| 21 agosto 2016 Ginásio do Maracanãzinho, Rio de Janeiro Durata: 1h:57 - Spettatori: 6 976 | Stati Uniti | 3 - 2 | Russia | 23-25, 21-25, 25-19, 25-19, 15-13 |

#### Finale
| 21 agosto 2016 Ginásio do Maracanãzinho, Rio de Janeiro Durata: 1h:37 - Spettatori: 9 824 | Italia | 0 - 3 | Brasile | 22-25, 26-28, 24-26 |

## Classifica finale
| Pos | Squadra     | Rosa |
| --- | ----------- | --- |
|     | Brasile     | Formazione: 1 Br. de Rezende, 3 Carbonera, 4 W. de Souza, 7 Arjona, 10 dos Santos, 12 Fonteles, 13 M. de Souza, 14 D. de Souza, 16 Saatkamp, 17 Guerra, 18 Lucarelli, 19 Silva, CT: Be. de Rezende |
|     | Italia      | Formazione: 3 Sottile, 4 Vettori, 5 Juantorena, 6 Giannelli, 7 Rossini, 9 Zaytsev, 10 Lanza, 11 Buti, 13 Colaci, 14 Piano, 15 Birarelli, 16 Antonov, CT: Blengini                                  |
|     | Stati Uniti | Formazione: 1 Anderson, 2 Russell, 3 Sander, 4 Lee, 7 K. Shoji, 8 Priddy, 9 Troy, 10 Jaeschke, 11 Christenson, 17 Holt, 20 Smith, 22 E. Shoji, CT: Speraw                                          |
| 4.  | Russia      | Formazione: 1 Kobzar', 5 Grankin, 7 D. Volkov, 8 Tetjuchin, 11 Aščev, 12 Bakun, 14 Vol'vič, 16 Verbov, 17 Michajlov, 18 A. Volkov, 19 Kljuka, 20 Ermakov, CT: Alekno                               |
| 5.  | Argentina   | Formazione: 1 Bruno, 4 Ramos, 6 Poglajen, 7 Conte, 8 D. González, 10 J.L. González, 11 Solé, 12 Lima, 13 Palacios, 14 Crer, 15 De Cecco, 16 A. González, CT: Velasco                               |
| 5.  | Canada      | Formazione: 1 Sanders, 2 Perrin, 4 N. Hoag, 5 Verhoeff, 6 Duff, 11 Jansen VanDoorn, 12 Schmitt, 15 Winters, 17 Vigrass, 19 Bann, 21 Blankenau, 22 Marshall, CT: G. Hoag                            |
| 5.  | Iran        | Formazione: 1 Mahmoudi, 2 Ebadipour, 4 Marouf, 5 Ghaemi, 6 Mousavi, 7 Zarini, 9 Gholami, 10 Ghafour, 12 Mirzajanpour, 13 Mahdavi, 15 Sharifat, 19 Marandi, CT: Lozano                              |
| 5.  | Polonia     | Formazione: 1 Nowakowski, 3 Konarski, 6 Kurek, 7 Kłos, 11 Drzyzga, 12 Łomacz, 13 Kubiak, 17 Zatorski, 20 Mika, 21 Buszek, 22 Bednorz, 23 Bieniek, CT: Antiga                                       |
| 9.  | Egitto      | Formazione: 3 Elhalim, 4 Abdelhay, 6 Abdelrehim, 7 Abouelhassan, 8 Thakil, 10 Masoud, 11 Afifi, 12 Abdalla, 13 Badawy, 14 Hassan, 15 Elkotb, 22 Abdelaal, CT: El Shemerly                          |
| 9.  | Francia     | Formazione: 2 Grebennikov, 4 Rouzier, 5 Clévenot, 6 Toniutti, 7 K. Tillie, 9 N'Gapeth, 10 Le Roux, 13 Pujol, 14 Le Goff, 16 Maréchal, 17 Lafitte, 18 Rossard, CT: L. Tillie                        |
| 11. | Cuba        | Formazione: 1 González, 2 Melgarejo, 4 Jiménez, 5 Concepción, 6 Rendón, 7 García, 9 Osoria, 10 Ferrer, 13 Rivera, 17 Rojas, 18 López, 21 Goide, CT: Vives                                          |
| 11. | Messico     | Formazione: 1 Vargas, 4 Ruiz, 5 J. Rangel, 6 Perales, 7 Quiñones, 9 Guerra, 10 P. Rangel, 11 Barajas, 13 Córdova, 14 Aguilera, 17 Orellana, 21 Martínez, CT: Azair                                 |

## Premi individuali
| Premio                | Nome               | Squadra     |
| --------------------- | ------------------ | ----------- |
| MVP                   | Sérgio dos Santos  | Brasile     |
| Miglior palleggiatore | Bruno de Rezende   | Brasile     |
| Miglior opposto       | Wallace de Souza   | Brasile     |
| Miglior schiacciatore | Aaron Russell      | Stati Uniti |
| Miglior schiacciatore | Ricardo Lucarelli  | Brasile     |
| Miglior centrale      | Artëm Vol'vič      | Russia      |
| Miglior centrale      | Emanuele Birarelli | Italia      |
| Miglior libero        | Sérgio dos Santos  | Brasile     |